# Murtosaari (ö i Norra Savolax, Norra Savolax, lat 63,85, long 27,90)
Murtosaari är en ö i Finland. Den ligger i sjön Laakajärvi och i kommunen Sonkajärvi i den ekonomiska regionen  Övre Savolax ekonomiska region  och landskapet Norra Savolax, i den centrala delen av landet, 400 km norr om huvudstaden Helsingfors. Öns area är 2,2 hektar och dess största längd är 300 meter i nord-sydlig riktning.